# Mont Thor
Pour les articles homonymes, voir Mont Thor (homonymie) et Thor (homonymie).

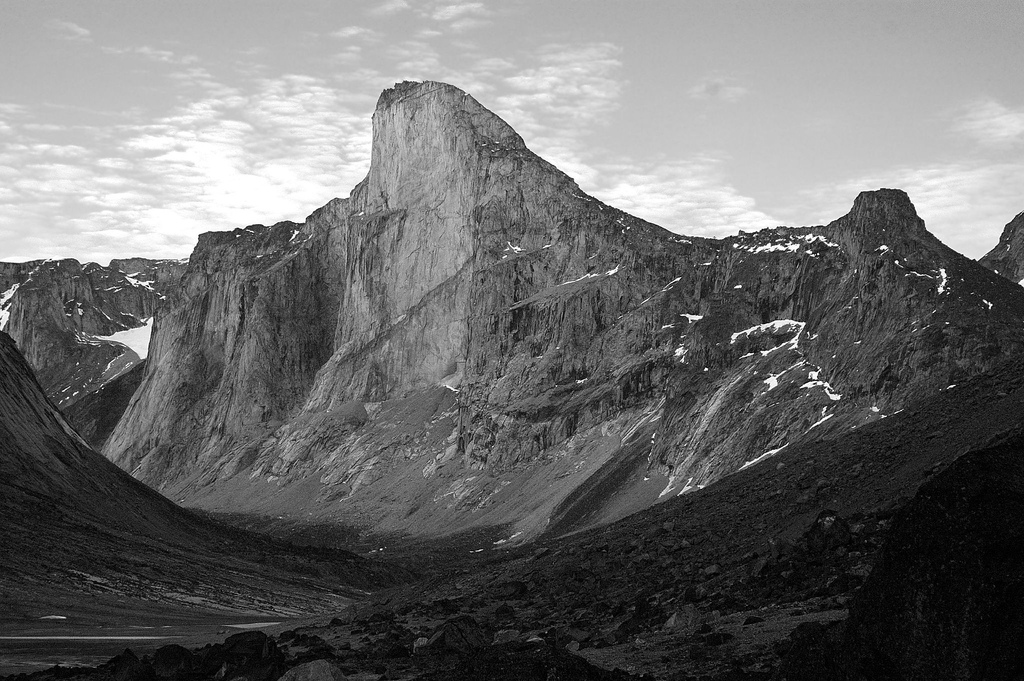
Vue générale avec les remparts

Le mont Thor (en anglais Mount Thor ou Thor Peak) est une montagne granitique dans le parc national d'Auyuittuq sur l'île de Baffin dans le territoire canadien du Nunavut. La montagne est située à 46 km au nord-est de Pangnirtung et est l'une des parois rocheuses verticales les plus pures avec 1 250 mètres de rempart avec un angle moyen de 105 degrés. 
Le mont Thor fait partie des monts Baffin (Baffin Mountains), une chaîne de la cordillère Arctique. 
Il fut escaladé pour la première fois en 1953 par l'équipe de l'Institut arctique d'Amérique du Nord avec Hans Weber, J. Rothlisberger et F. Schwarzenbach. Les mêmes réaliseront la première ascension de la North Tower du mont Asgard. Le record mondial de la plus longue descente en rappel fut réalisé sur le mont Thor le 23 juillet 2006 par une équipe américaine composé de Chuck Constable, Dirk Siron, Ben Holley, Kenneth Waite, Gordon Rosser, Donny Opperman, Deldon Barfuss et Tim Hudson. Un Ranger canadien de 26 ans, Philip Robinson, fut aussi en rappel mais chute à cause d'un problème d'équipement et trouva la mort. 